# ジョン・モンタギュー (第4代サンドウィッチ伯爵)
第4代サンドウィッチ伯爵ジョン・モンタギュー（英: John Montagu, 4th Earl of Sandwich, PC, FRS, 1718年11月13日 - 1792年4月30日）は、イギリスの貴族・政治家。海軍大臣や北部担当国務大臣などの閣僚職を務めた一方でジェームズ・クックの太平洋探検航海の有力な支持者の1人として活動、音楽家のパトロンにもなった。料理の「サンドウィッチ」の由来とされる人物として知られる。

## 略歴

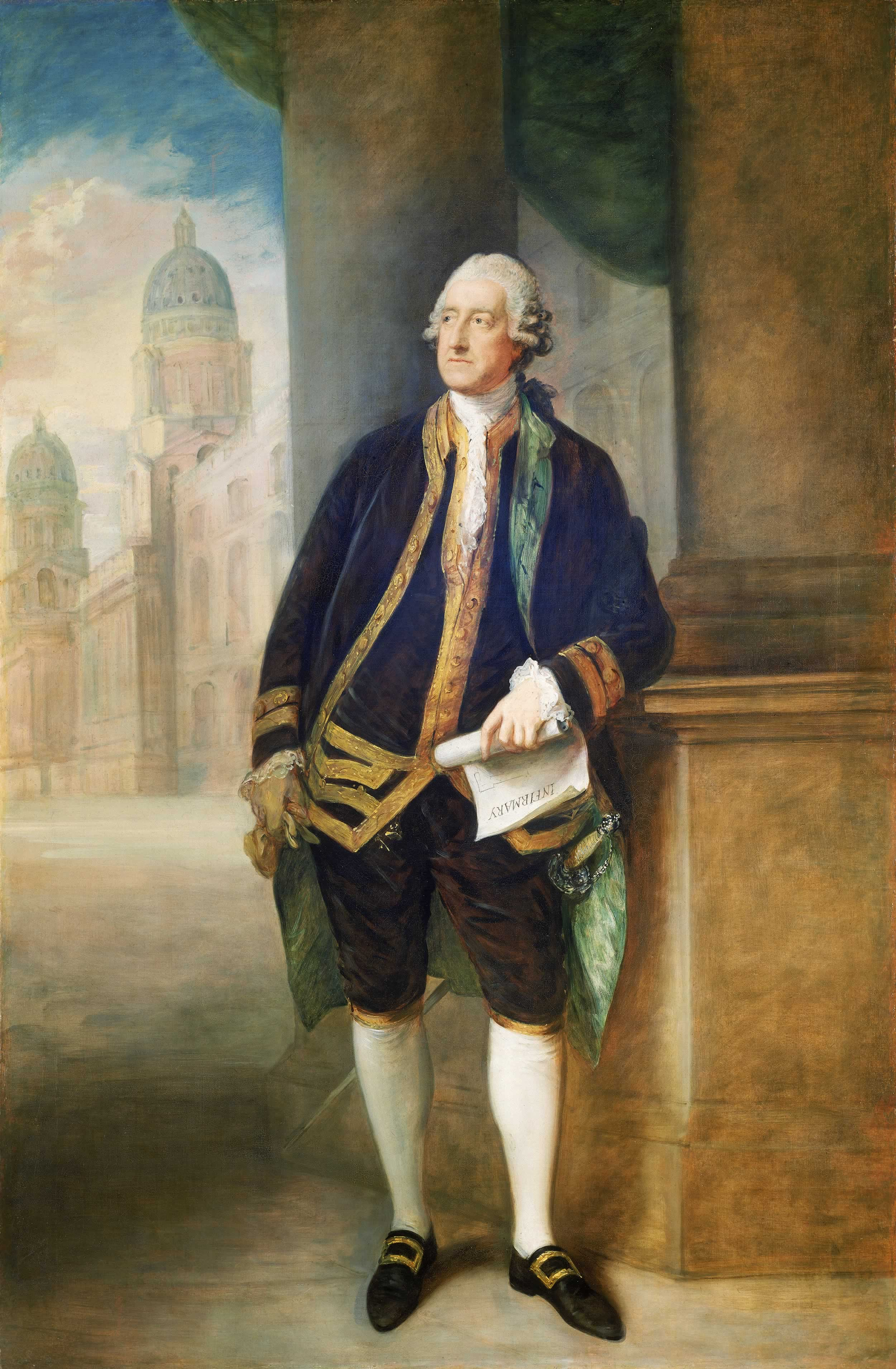
第4代サンドウィッチ伯ジョン・モンタギュー（トマス・ゲインズバラ画、1783年）

1718年11月13日にサンドウィッチ伯爵モンタギュー家の法定推定相続人としてヒッチンブルック子爵の儀礼称号を有するエドワード・モンタギューとその妻エリザベス・モンタギュー（旧姓ポパム、Elizabeth Popham）の間の次男として生まれる。兄にエドワードがあったが、早世している。
1722年10月3日に父エドワードが爵位を相続する前に急死したため、代わってサンドウィッチ伯爵家の法定推定相続人となり、ヒンチンブルック子爵の儀礼称号を称することになった。そして1729年10月20日に10歳で祖父の第3代サンドウィッチ伯エドワード・モンタギューから爵位を継いだ。イートン校を経てケンブリッジ大学のトリニティ・カレッジで学んだ後、しばらく諸国を遊学した。1739年に帰国後、貴族院議員となり、第4代ベッドフォード公爵ジョン・ラッセルの支持者となった。ほどなくして海軍大臣となった公爵の下でアドミラルティ・ボード（Admiralty Board）のコミッショナーに就任し、陸軍大佐にも任ぜられた。
1746年、全権大使としてブレダ会議に派遣され、オーストリア継承戦争の講和条約であるアーヘンの和約の締結に至るまで和平交渉に参加した。1748年2月から海軍大臣となり、海軍の弊風の改善に努めたが、ベッドフォード公の支持者であったため、1751年6月に首相のヘンリー・ペラムによって辞職させられた。
1753年8月に北部担当国務大臣となるが、在任中にウィルクス事件が勃発する。1763年、急進的な煽動政治家のホイッグ党員ジョン・ウィルクスが、自ら発行したザ・ノース・ブリトン紙の第45号で、ジョージ3世を攻撃すると共に閣僚の地獄の火クラブスキャンダルを暴露した。ジョージ3世は激怒し、地獄の火クラブの中心人物の1人でもあったサンドウィッチ伯が陣頭に立って、名誉毀損その他諸々の罪でウィルクスを告訴・逮捕投獄した。これに憤激した民衆は「ウィルクスと自由」「45号」を合い言葉に、ウィルクスの釈放を求めて大暴動を起こした。コヴェント・ガーデン劇場で騒動後まもなく上演された、ジョン・ゲイの記録的ロングラン作品『乞食オペラ』で、サンドウィッチ伯は盗賊マクヒースを陥れる登場人物の描写によって一連の行動を痛烈に皮肉られてしまい、おかげで有り難くないイメージが長くつきまとうことになった。
事件後も閣僚の座に留まり1763年に再度海軍大臣に転任したが、摂政法案をめぐってジョージ3世に虚偽の報告を行うなどしたことでジョージ3世の怒りを買って罷免された。
1768年に首相となった第3代グラフトン公オーガスタス・フィッツロイによって郵政長官に任じられた。さらに1770年に北部担当国務大臣、翌1771年から1782年に3度目の海軍大臣を務めた。在任中、汚職や腐敗行為で海軍を弱体化させ、アメリカ独立戦争中の海軍行政責任者だったにもかかわらず、1778年にフランス参戦でフランスとの海上戦争が始まった時、弾薬庫や軍需倉庫は空っぽだったという。
1782年3月に海軍大臣を辞して政界引退したが、この時も市民から不人気のままで引退は大いに歓迎された。
1792年4月に死去した。サンドウィッチ伯爵位は長男のジョン・モンタギューが継承した。

## サンドイッチ
軽食のサンドイッチは第4代サンドウィッチ伯の名を取って命名されたと言われる。彼が賭博好きだったことからカード賭博を中断することなく続けられる食事としてサンドイッチを考案したという逸話がある。
フランスの歴史家・旅行作家ピエール＝ジャン・グロレが紹介したことで有名になった逸話であるが、サンドイッチは地獄の火クラブを含む色んな場所で習慣として食べられていた。そのためサンドウィッチ伯の賭博の話は後世には創作ではないかともいわれた。
伯爵の伝記作家ニコラス・A・M・ロジャーは「海軍、政治、芸術と大忙しだったために、サンドイッチは賭博台よりは執務の最中に仕事机で食されただろう」としている。

## サンドウィッチ諸島
サンドウィッチ伯はジェームズ・クック（キャプテン・クック）の太平洋探検の有力な支持者で、探検隊の帆船（エンデバー号、レゾリューション号、アドベンチャー号、ディスカバリー号）の購入と艤装（ぎそう）には海軍本部の予算が充てられた。クックは伯爵にちなんで、1778年に発見した今日のハワイ諸島をサンドウィッチ諸島と命名した。サウスサンドウィッチ諸島とアラスカのモンタギュー島にも伯爵の名前が残っている。

## 音楽
海軍から引退した後、伯爵は音楽に精力を傾け、「エンシェント音楽」（伯爵の定義による20年以上前の「古い」音楽）の有力な擁護者となった。イタリアのバイオリン奏者フェリーチェ・ジャルディーニのパトロンにもなり、「エンシェントな」および現代的なキャッチ（輪唱）、グリー、マドリガルをプロの歌手が歌う「キャッチクラブ」を創設した。ヘンデルのオラトリオ、マスク（仮面劇）、オードの演奏会を私邸で催し、カノン風のエンシェントな曲目の演奏を広く紹介するための、エンシェント音楽のコンサートの開催にも尽力した。

## 栄典

### 爵位
1729年10月20日の祖父エドワード・モンタギューの死去により以下の爵位を継承した。
- 第4代サンドウィッチ伯爵 (4th Earl of Sandwich)
(1660年7月12日の勅許状によるイングランド貴族爵位)
- 第4代ヒンチンブルック子爵 (4th Viscount Hinchingbrooke)
(1660年7月12日の勅許状によるイングランド貴族爵位)
- ハンティンドン州におけるセント・ニーアッツの第4代モンタギュー男爵 (4th Baron Montagu of St Neots in the County of Huntingdon)
(1660年7月12日の勅許状によるイングランド貴族爵位)

### 陸軍階級
- 1745年、陸軍大佐(Colnel)[4]
- 1755年、陸軍少将(Major general)[4]
- 1759年、陸軍中将(Lieutenant general)[4]
- 1772年、陸軍大将(General)[3][4]

### その他
- 1749年2月、枢密顧問官(Privy Counsellor (P.C.))[3][4]

## 家族
1741年3月3日、初代フェイン子爵チャールズ・フェインの娘ドロシー(1717-1797)と結婚。彼女との間に以下の三男一女を儲けた。
- ジョン・モンタギュー（1744年1月26日 – 1814年6月6日） - 第5代サンドウィッチ伯爵位を継承[8]
- エドワード・モンタギュー（1744年6月30日 – 1752年） - 生涯未婚[9]
- メアリー・モンタギュー（1747年2月23日 – 1761年） - 生涯未婚[9]
- ウィリアム・オーガスタス・モンタギュー（英語版）（1752年2月12日洗礼 – 1776年1月14日） - 庶民院議員、生涯未婚[10]

しかしドロシーは健康を害し発狂した。サンドウィッチ伯はオペラ歌手マーサ・レイ(1746-1779)と16年間の幸福な愛人関係を過ごし、婚姻関係にない彼女との間に以下の非嫡出子を儲けた。彼女との間の子は非嫡出子なので男子であっても爵位継承資格はない。
- ロバート・モンタギュー（英語版）（1830年11月27日没） - 海軍大将[11]
- バジル・モンタギュー（英語版）（1770年4月24日 – 1851年11月27日） - 法学者・法廷弁護士、作家[12]
- ジョン・モンタギュー（1773年8月28日 – ?） - 海軍軍人[13]
- オーガスタ - 1789年10月24日、ヘンリー・スピード（英語版）（1766年7月25日 – 1820年）と結婚、子供あり[14]

しかし1779年4月にマーサ・レイは嫉妬に狂った恋人ジェームズ・ハックマンにコヴェント・ガーデン劇場の階段で射殺されてしまった。